# Parti de la paix (Turquie)
Le Parti de la paix (BP, Barış Partisi) est un parti politique turc issu de la communauté alévie. Il est le deuxième parti de ce type dans l'histoire politique turque, après le Parti de l'unité de 1966 à 1981.
Il a été fondé le 10 décembre 1996 par les initiateurs du Mouvement démocratique de la paix (DBH, Demokratik Barış Hareketi), une organisation politique alévie qui avait pour objectif affiché de capter l'électorat alévi se portant habituellement sur le Parti républicain du peuple (CHP). L'homme d'affaires et ancien député CHP Ali Haydar Veziroğlu en est devenu le secrétaire général.
Après son échec aux élections législatives de 1999 (78 922 voix, 0,25 %, 0 siège), son congrès décide de l'autodissolution de 9 mai 1999.